# Starry Eyed
Starry Eyed è un singolo della cantante britannica Ellie Goulding, pubblicato il 22 febbraio 2010 come secondo estratto dall'album Lights.

## Tracce
CD singolo (Regno Unito)
1. Starry Eyed – 2:57
2. Starry Eyed (Russ Chimes Remix) – 5:08
3. Starry Eyed (Little Noise Session) – 3:03

EP di iTunes (Regno Unito)
1. Starry Eyed – 2:57
2. Starry Eyed (Russ Chimes Remix) – 5:08
3. Starry Eyed (Little Noise Session) – 3:03
4. Starry Eyed (feat. Theophilus London) (Penguin Prison Remix) – 5:10

## Classifiche
| Classifica (2010) | Posizione massima |
| ----------------- | ----------------- |
| Austria           | 47                |
| Belgio (Fiandre)  | 64                |
| Germania          | 46                |
| Irlanda           | 4                 |
| Nuova Zelanda     | 26                |
| Regno Unito       | 4                 |